# Živa Kraus
Živa Kraus (Zagabria, 4 ottobre 1945) è una pittrice e gallerista croata naturalizzata italiana.

## Biografia
Figlia di Ivo Kraus e Herma Delpin, nasce a Zagabria insieme al fratello gemello Ognjen Kraus. La madre Herma, medico, fu Ministro della Salute, mentre il padre Ivo, avvocato e procuratore, fu uno dei primi presidenti delle gallerie d'arte contemporanea della città, oggi Museo d'arte contemporanea di Zagabria. 
A soli 16 anni, Živa si reca per la prima volta in viaggio da sola con il fratello Ognjen in Italia, dove matura l'esperienza dell'Europa.
(Živa Kraus)

### Famiglia
La famiglia Kraus è originaria della Boemia e Moravia nell'odierna Repubblica Ceca, e si trasferisce in Croazia durante l'Impero austro-ungarico. Il nonno paterno Josip nasce a Daruvar da Ignacs Krausz e Berta Herrnheiser; la nonna paterna, Ruža, nasce a Bjelovar da Samuel Schwarz e Nanete Löwy. Si trasferiscono a Zagabria nel 1906, quando Josip Kraus diventa segretario generale della compagnia di assicurazione Merkur, stabilendone la sede a Zagabria. È per iniziativa di Josip Kraus che viene costruita la casa di cura Merkur, inaugurata nel 1928, e grazie alla moglie Ruža la creazione del cinema-teatro Urania nel 1918. 
Durante la seconda guerra mondiale la nonna con il figlio Ivo, padre di Ziva, cercano rifugio dalle persecuzioni nazismo e ustascia in Italia, senza il nonno ormai morto nel 1934. In Italia Ivo viene internato, fino alla firma dell'armistizio nel 1943, quando riesce a spostarsi in Svizzera. Qui conosce Herma Delpin, futura madre di Ziva, arrestata nei pressi di Lubiana e trasferita in Italia e quindi in Svizzera nei pressi del Lago Lemano.
Dopo la guerra Ivo ed Herma Kraus ritornano a Zagabria. È Ivo Kraus a trovare tra le rovine della sinagoga di Zagabria, distrutta nel 1941 dalle autorità fasciste, la colonna dell'altare, ora conservata presso la Comunità ebraica di Zagabria.

### Attività artistica
Studia pittura presso l'Accademia di Belle Arti di Zagabria con il prof. Raul Goldoni e partecipa alle prime mostre già nel 1969, organizzando le prime personali nel 1972 presso Studio Galerije Forum di Zagabria e poi nel 1975 alla Galleria Il Canale di Venezia. Poco più che ventenne, infatti, alla fine del 1971 si trasferisce a Venezia e continua gli studi di specializzazione in Scenografia presso la locale Accademia di Belle Arti. In città incontra Peggy Guggenheim che la vuole come sua assistente per la Peggy Guggenheim Collection, ormai uno dei più importanti musei sull'arte europea e americana della prima metà del XX secolo in Italia. Anche la Galleria del Cavallino fondata da Carlo Cardazzo la volle come assistente.

Nel 1965 partecipa al film Intima per la televisione croata (Televizija Zagreb), regia di Ante Peterlić (1936-2007), musiche di Miljenko Prohaska (1925), sceneggiatura di Mario Perusina (1934), avvicinandosi giovanissima alla strumentazione che gli artisti fecero poi negli anni settanta della pellicola. «Certo film e video d'artista - come l'uso della fotografia - oggi vengono visti come esperienze tipiche di quel periodo, ma all'epoca in realtà erano portati avanti da un ridottissimo numero di artisti e di gallerie o istituzioni culturali».

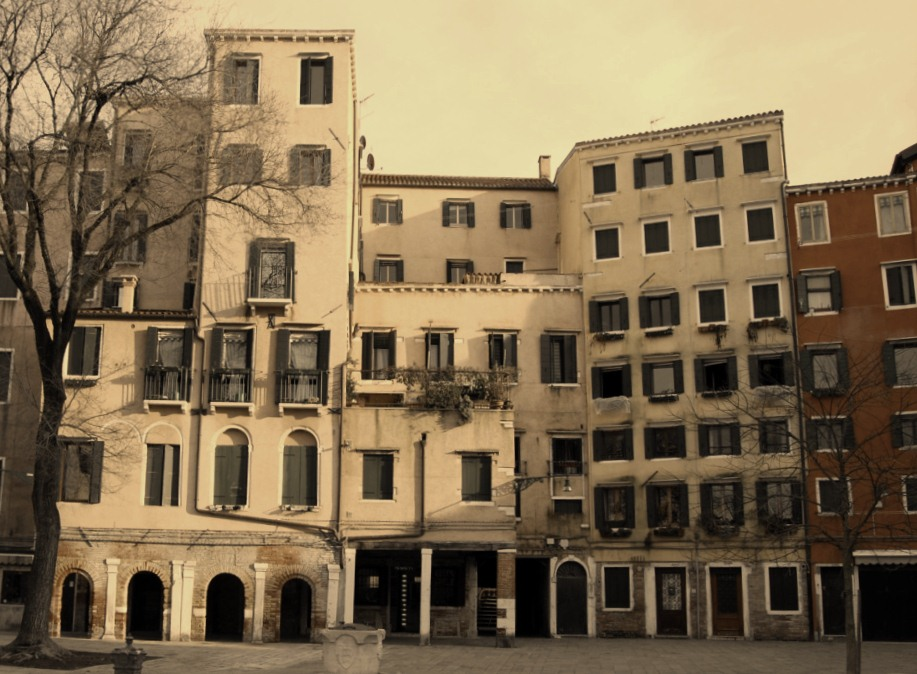
Campo del Ghetto Nuovo a Venezia

In Italia entra in contatto a Firenze con Art/tapes/22 di Maria Gloria Bicocchi e a Venezia con la Galleria del Cavallino dove Paolo Cardazzo, lui stesso autore di video, dà l'opportunità di lavorare con questo strumento non solo ad un gruppo di artisti locali, ma anche ad altri provenienti da più parti d'Europa oltre che dalla vicina ex-Jugoslavia: un circuito internazionale ma abbastanza ristretto e al contempo non omogeneo.
Nel clima vivace della Venezia dei primi anni settanta, la Galleria del Cavallino si dota di un centro di produzione per la nuova rivoluzionaria tecnica artistica della videoarte: Il Cavallino, fondato da Carlo Cardazzo nel 1942, è fra i pochissimi centri di produzione a scommettere sull'importanza del video, insieme ad Art Tapes 22 di Bicocchi e al Centro di Videoarte di Palazzo dei Diamanti diretto da Lola Bonora. In sette anni, dal 1974 al 1981, la galleria veneziana, in collaborazione con artisti internazionali, realizza un centinaio di video, presentati nelle più importanti rassegne mondiali.
Nel 1978 è curatrice del catalogo della XXXVIII Esposizione internazionale d'arte alla Biennale di Venezia (2 luglio-15 ottobre 1978) dal titolo Dalla natura all'arte, dall'arte alla natura, per la cui direzione il presidente Carlo Ripa di Meana aveva incaricato Luigi Scarpa. Il tema della 38. Biennale precorreva le tematiche ambientaliste e prendeva spunto da una citazione di Kandinskij: «grande astrazione, grande realismo»; la mostra del padiglione centrale fu curata da Achille Bonito Oliva e presentò sei "stazioni" con dipinti di Kandinskij, Mondrian, de Chirico, Boccioni, Rauschenberg, Braque, Duchamp, Picasso.
Nel 1979 ha fondato IKONA PHOTO GALLERY e nel 1989 IKONA VENEZIA International School of Photography: nata a Ponte di San Moisè (San Marco 2084), approdata nel 2003 in Campo del Ghetto Nuovo (Cannaregio 2909) e iterata in molteplici sedi veneziane.
Contemporaneamente – dal 1982 al 1991 – è stata direttrice artistica della Galerija Sebastian, con sedi a Dubrovnik, Belgrado e Varaždin, organizzando più di duecento mostre di arti visive e fotografia di massimi artisti jugoslavi e internazionali.

## Mostre
Il 7 settembre 2010 è stata inaugurata una mostra personale dal titolo Invisible Interior, con una selezione di opere pittoriche dell'artista, dopo molti anni dalle ultime esposizioni. In questa mostra sono state raccolte opere a pastello realizzate tra il 1972 e il 2010 che risvelano l'interiorità invisibile di Kraus pittrice, la quale «costruisce i suoi paesaggi con l'aiuto di colori resistenti alla prova del tempo lasciando a noi la scoperta di aspetti sempre nuovi e diversi [...] un "luogo di pace” dove non c'è un colore che domina sugli altri» (V. Buzančić, 1972).
Kraus è un'artista complessa ma “immediata”, che fa a meno dei simboli, o meglio – come ha scritto Alberto Moravia – è «una realista dell'invisibile, capace di fornirci la realtà dell'energia desiderante» attraverso la vitalità dei colori, la matericità del pastello, i contrasti di pieni e vuoti che fanno della pittura astratta di Živa Kraus la rappresentazione universale delle nostre emozioni.
È un processo di scavo e semplificazione, di purezza esistenziale che in una forma molto alta di dialettica si apre all'esistenza, alla società e alla vita. Una riflessione poetica che pervade la tela e scaturisce pura e fluida dalla mano, e che forse non riusciremmo a comprendere del tutto se non tenessimo a mente che «per concepire e comprendere le bellezze nuove di un quadro moderno bisogna che l'anima ridiventi pura» (Manifesto tecnico dei pittori futuristi, 1910).

## Ikona Gallery

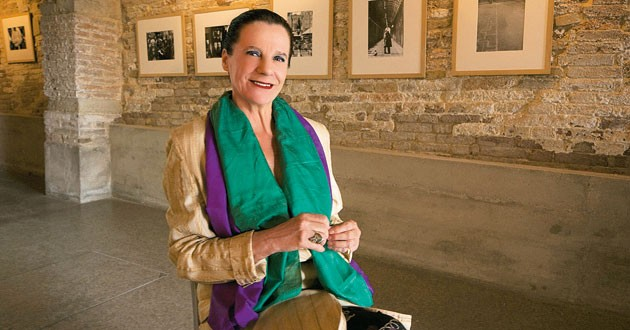
Živa Kraus nella sua galleria Ikona

A seguito della clamorosa esperienza di Venezia '79. La fotografia, kermesse della fotografia mondiale organizzata dal Comune di Venezia in collaborazione con International Center of Photography di New York, a quel tempo diretto da Cornell Capa, vennero realizzate le prime esposizioni fotografiche, con un intento esaustivo d'indagine filologica. Živa Kraus fonda a Venezia al ponte di San Moisè Ikona Photo Gallery che raccoglie e continua il processo culturale attraverso la collaborazione del Museo Fortuny, delegato a organizzare rassegne fotografiche, da quelle ottocentesche alle esperienze dell'avanguardia, per avviare anche in Italia una nuova fotografia, tra minimalismo e postmodernismo.

### Mostre
È stata collaboratrice e curatrice nell'ambito delle Biennali di Venezia e curatrice di mostre dedicate spesso ad artisti dell'ex Jugoslavia. Ha presentato workshop e antologie dei massimi fotografi mondiali a Venezia presso Ikona Venezia e nella galleria Sebastian di Dubrovnik, da Gisèle Freund a Helmut Newton, da Berenice Abbott a Paolo Monti, da Gabriele Basilico e Gianni Berengo Gardin a Giorgia Fiorio. Ha organizzato eventi artistici di alto profilo a Mantova, Firenze, Roma, Parigi, Londra, New York.
A Venezia con Ikona Gallery ha occupato vari spazi cittadini (ponte di San Moisè, Palazzo Fortuny, Palazzo Mocenigo, Chiesa di San Samuele, Scuola Grande di San Giovanni Evangelista, Fondazione Querini-Stampalia, Palazzo Vendramin Calergi, ex Granai della Repubblica alle Zitelle, Magazzini del Sale, Porto di Venezia, Campo della Salute) prima di stabilizzarsi nel 2003 in Campo del Ghetto Nuovo.
Ha curato mostre tematiche e interdisciplinari sia in Italia sia all'estero, tra cui:

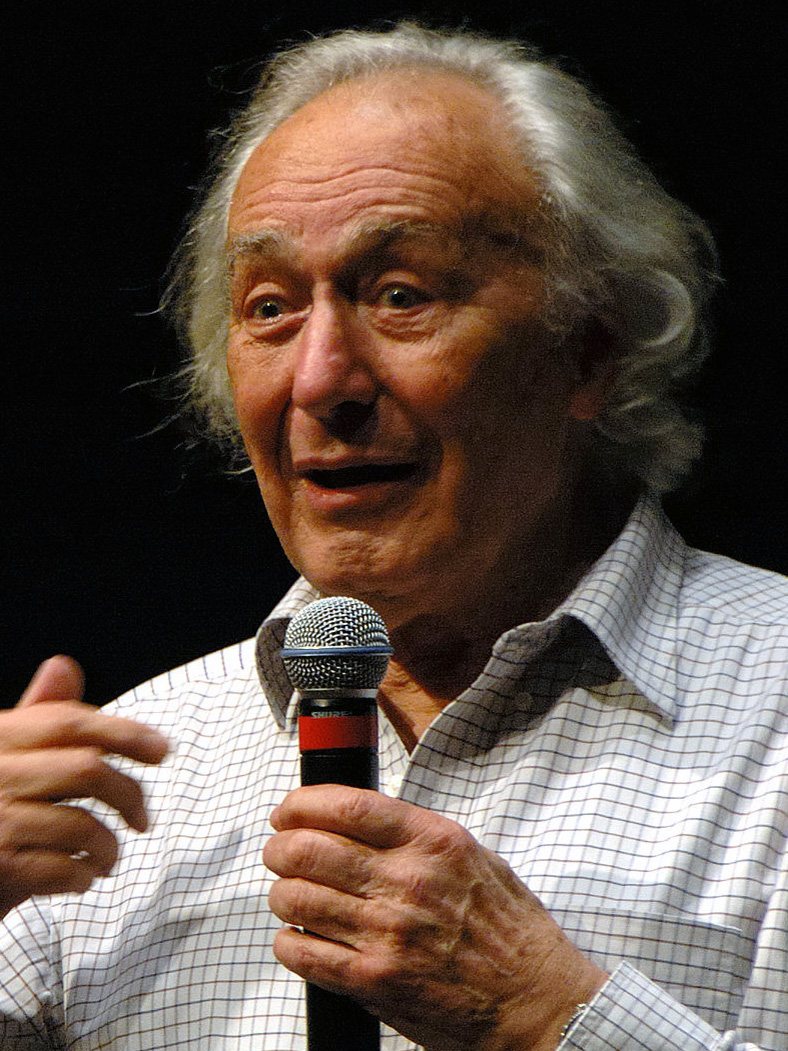
William Klein

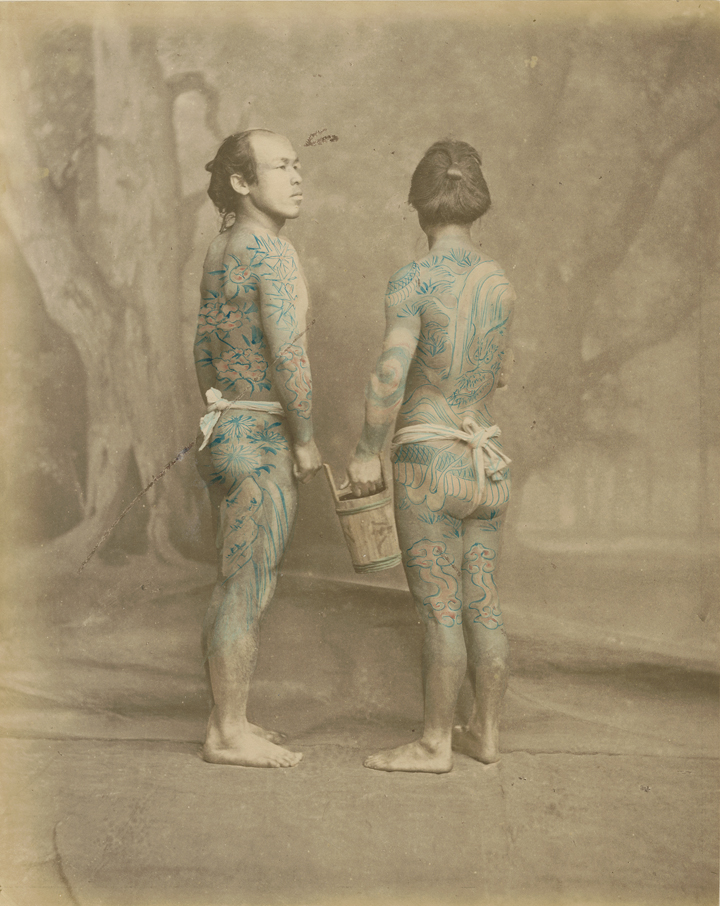
Felice Beato, 1870 ca.

#### Programma dal 1979 al 2019
- 1979: Gisèle Freund, Jérôme Ducrot; Paolo Monti.
- 1980:Rosalind Solomon, Joan Salinger, Arnold Kramer; Franco Fontana; Ken Duncan; Lisette Model; Bruce Cratsley; Chuck Freedman.
- 1981:Caroline Rose, Jean-Marie Steinlein; Paolo Monti; Carlo Naya; Marc Kaczmarek; Franco Fontana; William Klein; Dena.
- 1981: Photography and Dance. Photographs by Adolphe de Meyer, Barbara Morgan, Max Waldam, Marc Kaczmarek, James Klosty, Johan Elbers, Herbert Migdoll.
- 1982: Robert Doisneau; Helmut Newton; Rosalind Solomon; Herbert Migdoll; Helen Levitt; Dino Pedriali.
- 1983: Larry Clark; Deborah Turbeville; Antonio e Felice Beato; John Batho; Chuck Freedman; Tošo Dabac; Venezia Immagine.
- 1984: Chuck Freedman, 459 West Broadway, New York.
- 1984: Models New York City: Lisette Model photographs, Evsa Model paintings.
- 1985: Photography in Venice. Fotografie di Paolo Monti, Michele Alassio.
- 1986: Berenice Abbott. Photographs; Piero Dorazio. Paintings.
- 1987: John Batho. Il colore e il suo luogo.
- 1988: Postwar Italian Art from the Guggenheim Museums.
- 1989: Fotografie di Ikona Gallery.
- 1990: Casinò Fantasma for P.S.1 Contemporary Art Center (MoMA PS1), New York.
- 1991: Persona. Artisti della Jugoslavia 1921-1991 (Oskar Herman, Petar Dobrović, Gabriel Stupica, Đuro Seder, Vladimir Veličković, Marija Ujevic, Metka Krasovec, Nina Maric).
- 1994: Chuck Freedman. Photographs. Tape House Espace, New York.
- 1995: Contemporary Photography from the Helmut Gernsheim Collection; Ikona Transit Point: 1979-1995; Manina. Le Message automatique.
- 1997: Julije Knifer. Meandar; Marino Tartaglia. Pittore; ohn Batho'. Vedute di Venezia.
- 1998: Ilija Bosilj; Ida Barbarigo. Alle zattere 1962-1976; Giovanni Chiaramonte. Figure di penisola; Marko Modic. Alluminations.
- 1999: Martine Franck. D'un jour, l'autre; Ida Barbarigo. La cerchia di Saturno e la dimora di Dioniso; Chuck Freedman. Venezia Icon
- 2000: Gabriele Basilico. La città interrotta; NIVES K-K. Pitture.
- 2001: Federica Marangoni. Caged Paradise; Pierre Jouve. Porto di Venezia; Ida Barbarigo. Guardando Guardando; Alberto Bevilacqua. Fotografo; Federica Marangoni. Scala di Giacobbe.
- 2002: Helen Levitt e Bruce Davidson. Crosstown Central Park, New York City (1938-1995); Bruce Davidson. Porto di New York; Mario Sillani Djerrahian. Verticale sul paesaggio.
- 2003: Nina Maric. GPS; Cornell Capa. Photographs.
- 2004: New York-Venice Collection; Mariano Fortuny a Venezia; Paolo Monti. 1950-1960; Chuck Freedman. Venice; Carlo Naya. Venezia.
- 2005: Caroline Rose. Auschwitz e Sinagoghe; Alberto Bevilacqua. Pesantemente fuori fuoco; Robert Combas. Mots d'oreille; Goran Trbuljak; Franco Fontana. Presenze Veneziane.
- 2006: Federica Marangoni. No More; Lisette Model; John Batho. Plages de couleurs; Giulia Foscari W.R. Dalla Favela alla Città Parametrica; Barbara Morgan. Letter to the World.
- 2007: Zoran Mušič. Nous ne sommes pas les Derniers; Erich Hartmann. Mannequin Factory; Robert Morgan. Watermark; Helen Levitt. In the Street; Delfina Marcello. Enjoy; MSU Zagreb. 4 hours | 15,000 m | drive from Venice of contemporary art; Nina Maric. Open Ring; Dino Pedriali. Il velodromo; John Batho. Venezia Vedute.
- 2008: Ron Agam. 12 Flowers; Mario Giacomelli. Fotografie; Carlo Aymonino. La bella architettura, Cornell Capa e Mario Giacomelli; Lorenzo Casali. Traguardo.
- 2009: Simone Mangos. Still Lives: Portraits from Oświęcim; Enzo Carli. Archeologia dei sentimenti; Gianni Berengo Gardin. La Fotografia; Slobodan Trajkovic, A Midsummer's Night Dream; Reinhild Hoffmann. Crossing Boundaries, Simone Kornfeld. Metamorphosis of Death; Daniele Duca. Exposed; Giorgia Fiorio. Il dono.
- 2010: Fotografia e Memoria. Photography and Memory; Luigi Viola. Frames; Martin Benjamin. Atomic age; Ferdinando Scianna; Invisible Interior. Disegni di Živa Kraus; Donatella Pollini. Suono; Giorgio Cutini. Roma duemiladieci.
- 2011: Luigi Viola. Kaddish; Alberto Bevilacqua. Fotografie; Modi. Les possibles; Michele Bubacco. Paint it black on the white night; Nicola Mazzuia. Nonumenti/Nonuments; Mark Edward Smith. Ritratti veneziani.
- 2012: Alejandra Okret. Fragole a gennaio; Joan Logue. Portraits - Phisiognomy, Photographs, Video portraits; Chuck Freedman. Venezia Icon; Eduard Angeli. Venezia Now; Daniele Duca. Hot & Cold; Fernando Garbelotto. FNT-WHO; Adolphe de Meyer. Nijinski in "L'après-midi d'un faune".
- 2013: Il fiore. Jasenovac Memorial Museum. Disegni di Bogdan Bogdanovic; Cristina Gori. "Vault Over"; Iconoghraphy: città, persona,corpo, memoria; Živa Kraus. Au bord de l'eau; Bonjour Venezia, Bonjour Vedova. Dialogo tra Michele Bubacco e Max Piva; Iconography II, Dieci anni di Ikona Venezia al Ghetto.
- 2014: Daniele Duca. Una regione e i suoi Campi; Giovanni Chiaramonte. Gerusalemme_Dove salgono i popoli; La vita interiore. Disegni di Nives K-K; Davide Weber. Essenze di Parigi.
- 2015: Sonia Costantini. Voci di Pietre. Pietre Preziose; Ugo Carmeni. Flood; La fotografia; Franco Fontana e John Batho. Venezia Imagine;
- 2016: John Batho. Dalla Camera Oscura. Il Ghetto di Vilnius; Yael Toren. The and | 4 Animations; Peggy Guggenheim in Photographs.
- 2017: Before the Ghetto: 1311-1516. video installazione di Joan Logue; Rosalind Fox Solomon. The Space of Life; Chuck Freedman, Glass; Musrara Residency Program in Venice. Reference part 1; Chuck Freedman, Zohar Kawaharada. Venezia Icon, Memory of the future.
- 2018: Mario Sillani Djerrahian. La fine del Tempo; Hans Weiss. Death of Venice; Elena Veronese. Hospital Poetry; Marya Kazoun. Perceptions; Vjenceslav Richter. Object-that is everything! ... Architecture, painting, sculpture, everything is an object!
- 2019: Sonia Costantini, Joan Logue, John Batho, Zoran Music. Memory for the future. Ikona Venezia 1979-2019; Damir Fabijanić photography, Ljubo Ivančić drawings. The Villa of Drubrovnik; Eric Hartmann, Ferdinando Scianna, Barbara Morgan, Lisette Model, Martine Franck, Živa Kraus. Memory for the Future - Dialogue
- 2020: Ikona Gallery e Fondazione Ugo e Olga Levi. Memory for the Future. 40 anni di Ikona Gallery a Venezia

## Curiosità
Nel maggio 2010 Živa Kraus è stata invitata in Iran dalla neonata Sareban Gallery di Teheran, per l'inaugurazione della mostra di famosi artisti iraniani quali Ehsaii, Taha Behbahani e Marco Garigurian. In questa occasione i giornali iraniani hanno riportato con grande enfasi il giudizio dato dalla gallerista sull'arte iraniana: «Ho visto opere d'arte che contengono il simbolismo orientale, altre con un appeal globale soprattutto rispetto alla pittura calligrafica», «credo che se in Europa e in America non si conosce l'arte iraniana, è perché gli iraniani non hanno presentato correttamente la propria arte». «Artisti iraniani e gallerie non sono ben collegati con i mercati europei e sulle riviste d'arte specializzata non sono mai pubblicati articoli».
Il 30 settembre 2010 a Roma Živa Kraus ha presenziato alla conferenza stampa, presso la sede della Regione Marche, del concorso Sustainable living in changing economy, primo concorso fotografico nazionale che parte dalle Marche e da Ancona con la finalità di informare, sensibilizzare e promuovere i temi della transizione energetica e dei processi innovativi indotti dall'economia verde. La giuria è composta da Živa Kraus stessa, Gianni Berengo Gardin, Enzo Carli e Antonio Cianciullo.